# تپه قلعه صاحب
تپه قلعه صاحب مربوط به هزاره اول قبل از میلاد است و در شهرستان سقز، بخش زیویه، روستای صاحب واقع شده و این اثر در تاریخ ۲۳ شهریور ۱۳۸۲ با شمارهٔ ثبت ۱۰۰۶۸ به‌عنوان یکی از آثار ملی ایران به ثبت رسیده است.